# Arthur Henry Reginald Buller
Arthur Henry Reginald Buller est un mycologue britannico-canadien, né le 19 août 1874 à Birmingham (Angleterre, Royaume-Uni) et mort le 3 juillet 1944 à Winnipeg (Manitoba, Canada).